# Лижбоа, Антониу Мария
Анто́ниу Мари́я Лижбо́а (порт. António Maria Lisboa; 1 августа 1928, Лиссабон — 11 ноября 1953, Лиссабон) — португальский поэт-сюрреалист, представитель модернизма в португальской литературе первой половины XX века. 

## О короткой жизни и творчестве
Антониу Лижбоа можно назвать самым большим сюрреалистом за его теоретический вклад в движение, но также и самым незначительным сюрреалистом из-за его отказа следовать заявленному ортодоксами направлению школы.
В 1947 году вместе с Педру Оомом (Pedro Oom) и Энрике Ришкешем Перейрой (Henrique Risques Pereira) основал небольшую группу сюрреалистов. С марта 1949 года два месяца провёл в Париже. Исследователи предполагают, что в ту пору Лижбоа впервые ознакомился с учением индуизма, египтологией и оккультизмом. Поэт считал, что «Сюрреальность является плодом величественного супружества Сновидения и так называемой Реальности».
Вернувшись в Лиссабон, познакомился и сблизился с Мариу Сезарини, принимал участие в движении сюрреалистов и был близок группе несогласных (grupo dissidente), считающейся вторым поколением движения, но формально не был членом группы. Впрочем специалисты расценивают Лижбоа как философа данного направления португальского искусства и относят его творчество к эзотерико-мистической тенденции. Идеи поэта стали основой абжексионизма (порт. abjeсionismo) — второй стадии развития сюрреализма в Португалии.
В декабре 1951 года после включения его имени без его ведома под фельетоном против Алешандре О’Нилла писал Мариу Сезарини о своём недовольстве: «В этом смысле я ясно заявляю о своей позиции: я не принадлежу к какой бы то ни было группе сюрреалистов, хотя не отрицаю сюрреализм, не отвергаю его завоевания и полученный опыт <…>». Такие строки содержало письмо, полученное Сезарини 7 января 1952 года.
Несмотря на близость к сюрреализму как автор программных манифестов (его манифест-поэма «Собственная ошибка» (Erro Próprio) считается краеугольным камнем теории движения), предпочитал называть себя «метаучёным» (порт. metacientista) и использовал понятие «метанаука» (порт. Metaciência). Относительно себя считал недопустимым использование термина «сюрреалист», аргументируя это в одном из адресованных Мариу Сезарини писем тем, что сверхреальность свойственна не только сюрреализму; сверхреальным можно считать любого поэта, все великие поэты — сюрреалисты. Лижбоа стремился к Свободе с большой буквы, которая несовместима с принадлежностью поэта к какой бы то ни было литературной или художественной группировке. Допускал творческое взаимодействие только посредством публикаций, писем, а также бесед в группах не более 3 человек. Отвергал жизнь и творчество в группе, считая что в коллективе создаются благоприятные условия, порождающие интриги, конфронтацию, отсутствие согласия. Это привело к признанию необходимости инициации, которая могла быть сугубо индивидуальной и непередаваемой, а затем вылилось в то, что Лижбоа назвал «завоеванием Свободы и Любви». Провозглашённый культ абсолютной свободы весьма импонирует анархистам, относящимся с пиететом к творчеству безвременно ушедшего поэта. 
С 1951 года находился в санатории с почти исчезнувшими лёгкими. Умер в 25 лет от туберкулёза.

## Основные публикации
Поэзия
- 1949 —  Afixação Proibida (коллективный манифест, разработанный в сотрудничестве с Мариу Сезарини; опубликован в 1953 году)
- 1950 — Erro Próprio (манифест-поэма зачитана 3 марта, первое издание 1952 года)
- 1952 — Ossóptico (Coimbra, 18 p., стихи, изданные на средства автора)
- 1953 — Isso Ontem Único (Lisboa), эссе
- 1956 — A Verticalidade e a Chave (Lisboa)
- 1958 — Exercícios sobre o Sonho e a Vigília de Alfred Jarry seguido de O Senhor Cágado e o Menino (Lisboa)
- 1958 — Uma Carta: Estrela da Ilha em Puros Ministros (Lisboa)

Посмертные издания
- 1962 — Poesia de António Maria Lisboa (сост. Мариу Сезарини, Lisboa)
- 1977 — Lisboa A. M. Poesia :  [порт.] / António Maria Lisboa, texto estabelecido por Mário Cesariny de Vasconcelos. — Lisboa : Assírio & Alvim, 1977. — 345 p. — (Documenta poética ; vol. 5). (PAML)
- 1995 — Poesia de António Maria Lisboa :  [порт.] / António Maria Lisboa, introdução por Mário Cesariny. — Lisboa : Assírio & Alvim, 1995. — 241 p. — (Documenta poética ; vol. 5). — ISBN 9789723701753.